# Maksymaliści
Maksymaliści (ros. максималисты), Związek socjalistów-rewolucjonistów maksymalistów (ros. Союз социалистов-революционеров-максималистов) – rosyjska partia wywodząca się z eserów; głosiła konieczność uspołecznienia ziemi i środków produkcji. Jako drogę do celu akcentowała terror indywidualny i ekspropriacje (przymusowe wywłaszczenia). 
Początki partii sięgają 1904 roku, kiedy utworzono grupę na łonie eserów. W czasie I Zjazdu Związku Socjalistów-Rewolucjonistów w styczniu 1906 r. doszło do wystąpienia maksymalistów z partii. 
W marcu zapadła decyzja o utworzeniu własnej partii, a w październiku 1906 w Åbo odbyła się konferencja, na której powołano ostatecznie partię.
W czasie pierwszej rewolucji często współpracowali z bolszewikami. W jej trakcie maksymaliści ponieśli duże straty, w 1908 partia utrzymywała działalność w paru miastach (np.: Tobolsk, Mińsk, Białystok).
Po rewolucji lutowej partia wznowiła swoją działalność. Przy realizacji programu, maksymaliści odrzucili współpracę z eserowcami i mieńszewikami, dążąc do rewolucji socjalistycznej. Na II wszechrosyjskiej konferencji głosili konieczność:
- zakończenia wojny
- utworzenia republiki w Rosji
- przekazania władzy Radom pracowniczym, które miały być bezpartyjne

W czasie rewolucji październikowej współpracowali z bolszewikami, natomiast po pokoju brzeskim zbliżyli się do lewych eserów we wspólnej opozycji względem bolszewików i współpracowali także z anarchistami. Wzywali do ograniczenia roli partii leninowskiej w strukturach państwa i realizacji postulatów socjalistycznych.
Ataki bolszewickie doprowadziły w 1919 r. do rozpadu partii, część członków wstąpiła do RKP(b), część na stanowiska antybolszewickie, reszta starała się legalną drogą ograniczać rolę leninowców.
Od 18 do 24 kwietnia 1920 odbywała się Wszechrosyjska Konferencja Maksymalistów, na której wydano oświadczenie o wejściu w skład RKP(b). Ostateczny kres partii nastąpił w połowie lat 20, kiedy rozwiązano ją.